# 八號風球 (澳門)
八號風球，是澳門的熱帶氣旋警告信號。普遍市民稱它為「八號信號」或者「八號波」，該信號因應未來數小時內的可能風向，分為八號西北風球（Sinal n.º 8NW）、八號西南風球（Sinal n.º 8SW）、八號東北風球（Sinal n.º 8NE）、八號東南風球（Sinal n.º 8SE）。高一級的信號為九號風球，低一級為三號風球。
| 風球方向 | 最近一次發出時間       | 熱帶氣旋     |
| -------- | ---------------------- | ------------ |
| 西北     | 2023年9月1日下午2時正  | 超強颱風蘇拉 |
| 西南     | 2008年8月22日晚上8時正 | 颱風鸚鵡     |
| 東北     | 2025年7月20日凌晨4時正 | 颱風韋帕     |
| 東南     | 2025年7月20日下午5時正 | 颱風韋帕     |

## 意義
熱帶氣旋繼續接近澳門，澳門的持續風速現正或預測將達63公里/小時至117公里/小時，陣風約達至180公里/小時。八號風球劃分為八號東北風球、八號東南風球、八號西南風球和八號西北風球，風球的指示方位為未來數小時內的可能風向。

## 歷史

### 1912年
1912年8月31日起，澳門改用數字警告信號系統，當受到熱帶氣旋吹襲時，就會以鳴炮、圓形、圓錐形或圓柱形的物件，向港口航海人士告知熱帶氣旋對澳門構成的威脅程度及烈風吹襲的方向。最初原意是方便航海人士使用，故此釐定的標準主要是以澳門以內可能出現的風速為依據，當有熱帶氣旋進入了本澳三百英里（約480公里）範圍內時，港務當局始懸掛風球。其中1～8號信號表示熱帶氣旋相對於澳門的方位，由北方向開始順時針至西北方向。如果這些信號的下方如同時懸有一白旗，表示熱帶氣旋正移近澳門，對澳門構成威脅。

### 1923年
1923年10月23日起，參考香港天文台的做法，信號簡化至1至8號風球，其中2號至5號風球則分別代表四個方向(即相等於現時8號風球)。
- 二號風球：信號球形狀為朝上錐體（▲），夜間信號燈顏色為「白綠綠」（由上至下），代表烈風從北方吹襲。
- 三號風球：信號球形狀為朝下錐體（▼），夜間信號燈顏色為「綠白白」（由上至下），代表烈風從南方吹襲。
- 四號風球：信號球形狀為黑色圓柱（▉），夜間信號燈顏色為「綠綠白」（由上至下），代表烈風從東方吹襲。
- 五號風球：信號球形狀為黑色球體（●）。夜間信號燈顏色為「白白綠」（由上至下），代表烈風從西方吹襲。

### 1931年
一個新的颱風信號系統於1931年6月11日啟用。當時的五至八號風球等於現在的四個八號烈風或暴風信號，唯信號球形狀則承傳1917年系統中的二至五號風球。
- 五號風球：信號球形狀為朝上錐體（▲），夜間信號燈顏色為「白綠綠」（由上至下），代表烈風從西北方吹襲。
- 六號風球：信號球形狀為朝下錐體（▼），夜間信號燈顏色為「綠白白」（由上至下），代表烈風從西南方吹襲。
- 七號風球：信號球形狀為黑色圓柱（ ▉ ），夜間信號燈顏色為「綠綠白」（由上至下），代表烈風從東北方吹襲。
- 八號風球：信號球形狀為黑色球體（●）。夜間信號燈顏色為「白白綠」（由上至下），代表烈風從東南方吹襲。

### 1935年
1935年1月2日起，七號風球與八號風球的信號球形狀分別改為兩個朝上錐體和兩個朝下錐體。

### 1973年
1973年3月24日起，由於五號至八號信號，均為代表烈風吹襲，所代表的風力相同，只是方向不同，但民間經常誤會是代表不同強度的風力，故跟隨香港天文台，五號至八號風球，分別改稱為八號西北、八號西南、八號東北、八號東南，一直沿用至今。

### 2018年
在2017年或之前以嚴格的每小時平均風速作標準，自2018年起改用較寬鬆的10分鐘平均風速。

## 發出時間點
在2000年至2017年，澳門氣象局會視乎澳門境內任意一個站點（主要視乎跨海大橋風力）的每小時平均風速持續已達到或預測兩小時後將會達到63公里或以上，才會發出八號風球，並且一般會提前一兩小時作出預告表示改掛八號風球。
在2018年之後，澳門氣象局改為澳門境內任意一個站點的十分鐘平均風力預測持續達到63公里或以上，並且提前兩至四小時前作出預告表示改發八號風球，在發出八號風球後通稱數小時後才逐漸達到烈風風力。

### 較大威脅的熱帶氣旋處理手法
在2018年超強颱風山竹吹襲澳門期間，由於山竹對澳門構成嚴重威脅，氣象局提前超過三小時預告表示，將在9月16日凌晨2時改發八號東北風球，在發出八號風球時，山竹集結於澳門之東南約430公里。在發出八號風球時，澳門風力僅維持強風下限風力，直至4小時後才有站點錄得烈風風力。而在2020年颱風海高斯吹襲澳門期間，氣象局則提前約三小時作出預告，表示8月18日晚上11時半改發八號東北風球。由於海高斯環流緊密，在發出八號風球時，澳門境內所有站點連強風程度之風力均未有錄得，直至九號風球生效一段時間後，才錄得烈風風力。顯示氣象局會對澳門具威脅性較高的熱帶氣旋，除了提前更長時間預告改發時間，同時會在烈風錄得前數小時已懸掛八號風球。

### 正面吹襲澳門的熱帶氣旋處理手法
在2018年強烈熱帶風暴貝碧嘉，因預測貝碧嘉將在澳門100公里範圍內掠過，提前約4小時作出預告在8月14日晚上7時半改發八號東北風球，在發出八號風球時，貝碧嘉距離澳門約120公里，但在八號風球生效期間，澳門境內尚未錄得烈風風力。顯示當有熱帶風暴或以上級別吹襲澳門時，並預料在澳門100公里範圍內正面吹襲時，氣象局會基於中心附近的烈風可能直接影響澳門而發出八號風球。
在2022年颱風尼格，雖然氣象局預測強度逐漸減弱，環流亦明顯縮小；但其預測路徑卻非常接近澳門，並預料維持熱帶風暴級別的強度（中心風力約8至9級），直接在本澳附近上空掠過；同時，根據預測資料顯示，由於不能排除尼格為本澳帶來8級風力的可能性，其對本澳將構成一定的威脅，基於氣象風險考量，發出八號風球。當尼格在澳門近距離登陸後，強度減弱為熱帶低氣壓時，氣象局仍會維持八號風球多一小時，作過渡改發三號風球，以避免立即改發較低信號影響社會正常運作。

### 熱帶氣旋登陸後才發出八號風球
澳門氣象局一般在改發八號風球時，熱帶氣旋的中心會位於海上，較少發生熱帶氣旋登陸陸地後才發出八號風球，自2000年以來，只有三例熱帶氣旋發生這種情況︰
| 熱帶氣旋             | 登陸地點           | 發出八號風球的時間 | 登陸時間（中國國家氣象中心） | 登陸時間（澳門氣象局） | 原因                                                 |
| -------------------- | ------------------ | ------------------ | ---------------------------- | ---------------------- | ---------------------------------------------------- |
| 2003年颱風杜鵑       | 廣東省惠東縣       | 9月2日20:00        | 9月2日19:50                  | 9月2日21:00            | 因登陸後繼續向西或西北偏西移動，進一步靠近澳門       |
| 2012年熱帶風暴杜蘇芮 | 廣東省珠海市南水鎮 | 6月30日03:30       | 6月30日02:30                 | 6月30日05:00           | 因澳門氣象局定位出錯，以及錄得烈風後才發出八號風球   |
| 2021年熱帶風暴獅子山 | 海南省瓊海市       | 10月9日06:00       | 10月8日20:50                 | 10月8日21:00           | 因移動路徑較預期偏北，加上與東北季候風共伴效應更顯著 |

## 安全措施
1. 完成一切的預防措施，如鎖緊門窗和加固當風的玻璃；
2. 所有學校停課；
3. 非必須外出的人士應逗留在安全的室內場所，遠離當風的門窗，並繼續注意熱帶氣旋的最新消息；
4. 停止一切戶外及海上活動；
5. 隨着熱帶氣旋與澳門的實際距離和方位的變化，澳門的主要風向亦會隨之改變，因此，原本不當風的位置可能會變為當風，公眾切勿掉以輕心；
6. 跨海大橋將會封閉，西灣大橋下層隧道將會開放，澳門大橋將根據政府決定是否繼續通車，公眾需留意最新通告；
7. 注意風暴潮警告的發佈狀態和最新消息。[8]

## 颱風消息
澳視澳門台及資訊台會在八號或更高風球發出期間每小時提供一節《颱風消息》，亦會在改發風球後播出，而新聞時段內不會播出《颱風消息》。節目除主播外，亦會連線氣象局現場的記者及氣象局高級人員共同講述風暴情況。
另外如在非正點改發風球，澳門電台亦會在改發風球後提供一節《特別新聞報道》報道風暴消息，若深夜期間八號或更高風球仍然生效，亦會在正點提供一節《特別新聞報道》。

## 影響
- 民防行動中心宣佈澳門在八號風球生效期間同時進入或維持即時預防狀態。
- 娛樂場照常營業。
- 關閘邊檢大樓、青茂口岸、跨境工業區邊檢大樓及橫琴口岸將根據兩地政府決定是否繼續正常通關。
- 港澳直昇機及客輪服務暫停。
- 所有公共巴士、澳門輕軌、發財巴在發出信號前後陸續停止服務。

| 尾班車開出時間       | 路線 |
| -------------------- | --- |
| 八號風球生效前40分鐘 | █ 氹仔線、 █ 橫琴線（由橫琴站開出）、 █ 石排灣線（由石排灣站開出） |
| 八號風球生效前30分鐘 | 26 |
| 八號風球生效前20分鐘 | 21A、25、25B、26A、102X |
| 八號風球生效前15分鐘 | █ 石排灣線（由協和醫院站開出） |
| 八號風球生效前10分鐘 | █ 橫琴線（由蓮花站開出） |
| 八號風球生效時       | 15、15S、15S1、15T、25AX、50、56、73、MT3、N3、N5 |
| 八號風球生效後15分鐘 | 11、22、26S、26AT、30、33、34、51、51A、51X、52、52S、55、59、72、AP1、H3、MT4 |
| 八號風球生效後20分鐘 | 21AT |
| 八號風球生效後30分鐘 | 28A、30X、35、36、37、37T、39、50B、71、71S、AP1X、MT1、MT2、MT5、N2、N6 |
| 八號風球生效後1小時  | 1、1A、2、2A、3、3A、3AS、3AX、3BX、3T、3X、4、5、5X、6A、6B、7、8、8A、9、9A、10、10B、12、12T、16、16S、17、17S、17S1、17T、18、18A、18B、19、23、27、28B、28C、29、31T、32、32T、60、61、65、101X、101XS、103X、H1、H2、N1A、N1B |
| 蓮花大橋封閉時       | 25BS、701X、701XS |

- 特別的士在八號風球生效期間暫停服務。
- 主題公園暫停開放。
- 澳門大橋以外所有跨海大橋[註 2]於八號風球生效後1.5小時內關閉。而澳門大橋將根據政府決定是否繼續通車。八號風球生效後1小時將開放西灣大橋下層隧道，以維持往返澳氹之交通運作。
- 公共停車場在信號發出後1小時關閉。
- 各行業按情況停止上班；全澳大、中、小學停課；銀行暫停營業。
- 澳門機場航班可能遭到延誤或取消，需留意航空公司通知。

## 八號風球之最
除額外註明外，以下紀錄由2000年開始計算。下列視由發出至取消八號風球為一整體數目，改發風向信號不作分開計算。

### 全年最早發出的八號風球
- 2008年颱風浣熊，於4月19日下午1時半至7時半懸掛，維持6小時，亦是唯一一次需於4月發出八號風球。

### 全年最晚發出的八號風球
- 由二戰後開始計算，則是1953年颱風哥拉，於11月18日上午9:30至下午5:10懸掛，維持7小時40分鐘。

### 生效時間最長的八號風球
- 最長八號東南風球是2022年颱風暹芭，由7月1日晚上9時30分至7月2日晩上8時30分懸掛，維持23小時。（不包括轉方向，視發出八號風球至取消八號風球為一整體的數目）
- 而2003年颱風伊布都則是由懸掛至除下八號風球，而曾改掛其他風向信號之中最長，由7月23日晚上6時30分至7月24日下午12時30分（7月24日上午5時半由八號東北風球改掛八號東南風球），維持18小時。
- 最長八號東北風球是2021年颱風圓規，由10月12日晚上10時30分至翌日下午5時30分懸掛，維持19小時。
- 最長八號西南風球是2008年颱風鸚鵡，由晚上8時正至8月23日凌晨12時30分懸掛，維持4小時半。
- 最長八號西北風球是2022年颱風尼格，由11月2日晚上9時30分至11月3日7時懸掛，維持9小時半。

### 生效時間最短的八號風球
- 2012年熱帶風暴杜蘇芮是沒有改掛更高信號及其他風向信號情況下總計時間最短的八號風球，由6月30日上午3時半至清晨6時半懸掛八號東南風球，只維持了3小時的八號風球。
- 2017年颱風天鴿是歷來最短八號東北風球，由8月23日上午9時至上午10時45分懸掛，維持1小時45分鐘，及後緊急懸掛九號及十號風球。
- 2018年強烈熱帶風暴貝碧嘉則是由發出至取消八號風球，而曾改掛其他風向信號之中最短，由8月14日晚上7時半至15日凌晨12時半（14日晚上11時正由八號東北風球改掛八號東南風球），只維持5小時。同時創下歷來最短八號東南風球，維持1小時半，亦為史上最短的單一方向八號風球。
- 最短八號西北及西南風球是2001年颱風尤特及2003年颱風杜鵑，八號西北風球分別在2001年7月6日上午7時至11時及2003年9月2日晚上8時至翌日午夜12時懸掛，各維持4小時；而八號西南風球分別在2001年7月6日上午11時至下午2時及2003年9月3日午夜12時至凌晨3時懸掛，各維持3小時。

### 發出最多八號風球的年份
- 2008年、2022年，4次（不包括轉方向，視發出至取消八號風球為一整體的數目，有4個熱帶氣旋需要懸掛8號風球）。
- 而2000年前，則為1964年，共8次 (不包括轉方向，視發出至取消八號風球為一整體的數目，該年有5個熱帶氣旋需要懸掛8號風球)。

### 發出最多單一方向之八號風球的年份
| 八號風球方向 | （按2000年起計算）                              | （按2000年起計算） | （按1952年起計算） | （按1952年起計算） |
| 八號風球方向 | 年份                                            | 次數               | 年份               | 次數               |
| ------------ | ----------------------------------------------- | ------------------ | ------------------ | ------------------ |
| 八號東北風球 | 2017年                                          | 3次                | 1964年             | 3次                |
| 八號東南風球 | 2008年、2022年                                  | 3次                | 1957、1958、1964年 | 3次                |
| 八號西北風球 | 2001年、2003年、2008年、2016年、 2022年、2023年 | 1次                | 1971年             | 3次                |
| 八號西南風球 | 2001年、2003年、2008年                          | 1次                | 1971年             | 3次                |

### 發出最少八號風球的年份
1956年、1959年、1969年、1982年、1986年、1987年、1988年、1990年、1994年、1998年、2000年、2004年、2005年、2007年、2010年及2015年，沒有發出。

### 最長連續發出八號風球年數期
- 2016-2025年，共連續10年皆需發出八號風球。
- 2000年以前則為︰1969-1982年，共連續14年皆需發出八號風球。

### 距離最遠的八號風球
此項紀錄以熱帶氣旋中心最接近澳門時的距離為準。
| 排名 （2000年起計） | 排名 （1953年起計） | 年份   | 熱帶氣旋         | 最接近澳門距離    | 八號風球方向 | 備註                           |
| ------------------- | ------------------- | ------ | ---------------- | ----------------- | ------------ | ------------------------------ |
| 不適用              | 最遠                | 1953年 | 颱風哥拉         | 東南約690公里     | 東北         | 當年氣象台未設有三號風球等級。 |
| 最遠                | 第二遠              | 2021年 | 熱帶風暴獅子山   | 西南約450公里     | 東南         |                                |
| 不適用              | 第三遠              | 1964年 | 颱風芸妮         | 西南偏南約430公里 | 東南         |                                |
| 第二遠              | 第四遠              | 2020年 | 強烈熱帶風暴浪卡 | 西南偏南約410公里 | 東北         |                                |
| 第三遠              | 第五遠              | 2022年 | 熱帶風暴木蘭     | 西南約350公里     | 東南         |                                |

1. ↑  澳門氣象局在1970年起，才開始正式統計熱帶氣旋距離澳門的位置。1966年之前澳門參考點以東望洋山站；1966-1996年澳門參考點以大炮台山站；1996年至今澳門參考點以大潭山站。
2. 1 2  由於1980年之前，澳門氣象局沒有公佈熱帶氣旋最接近澳門距離，此處參考香港天文台或中國國家氣象中心的最佳熱帶氣旋路徑。惟需注意香港天文台曾指出，受觀測技術所限，1960年代之前的距離資料並不可靠。

### 風力最強的八號風球
- 2008年颱風黑格比，在八號風球生效期間，嘉樂庇總督大橋一小時平均風力一度錄得109.9km/h，是最強的八號風球。

### 風力最弱的八號風球
- 2000年前，則為1995年颱風肯特，一小時平均風力只有嘉樂庇總督大橋及友誼大橋錄得41km/h強風程度的風力，而大炮台山主站只錄得19km/h。另外，雖然1992年熱帶風暴菲爾在大炮台山站一小時平均風力只錄得36km/h，連強風程度也沒有達到，但由於當年只公佈該站點，而沒有披露其他站點，加上大炮台山錄得風力遠遠較1995年颱風肯特強，因此，歷史上最弱的八號風球應為1995年颱風肯特。
- 而2022年颱風尼格，在八號風球生效期間，澳門所有站點十分鐘平均風力及一小時平均風力則沒有站點均沒有錄得強風風力。在熱帶氣旋警告生效期間，風力最高的友誼大橋（南）十分鐘平均風力只錄得52.9km/h；友誼大橋（南）一小時平均風力更只錄得43.3km/h，最大風力均在八號風球生效前約35小時錄得。

### 相隔時間最短的八號風球
2021年熱帶風暴獅子山與颱風圓規，兩者八號風球相隔時間為2天20小時30分鐘，是有紀錄以來相隔最短。

### 相隔時間最長的八號風球
| 八號風球方向 | （按2000年起計算）                    | （按2000年起計算） | （按1952年起計算） | （按1952年起計算） |
| 八號風球方向 | 沒有發出年份                          | 相隔年數           | 沒有發出年份       | 相隔年數           |
| ------------ | ------------------------------------- | ------------------ | ------------------ | ------------------ |
| 總計         | 2004–2005年                           | 3年                | 1986–1988年        | 4年                |
| 東北         | 2004–2007年                           | 4年                | 1986–1988年        | 4年                |
| 東南         | 2000–2001年、2004–2005年、2015–2016年 | 3年                | 1997–2001年        | 6年                |
| 西北         | 2009–2015年                           | 8年                | 1980–1994年        | 16年               |
| 西南         | 2009年至今                            | 17年               | 2009年至今         | 17年               |

## 爭議

### 嚴格標準
澳門在2018年之前以極其嚴格的每小時平均風速來作為懸掛熱帶氣旋信號的指標。2016年颱風海馬襲澳後，聚賢同心協會副理事長林宇滔批評氣象局以每小時平均風速來作為掛風球標準不符邏輯，而且氣象局官網所公佈的實時數據均為10分鐘平均風速，而每小時平均風速僅為內部數據，質疑氣象局為何要以無法對外提供的數據來掛風球；加上台灣、日本、香港均使用10分鐘平均風速，內地則採用2分鐘平均，美國更使用1分鐘平均，澳門絕無必要以明顯較嚴格的每小時平均風速來決策。2017年天鴿風災後，氣象局改以10分鐘平均風速作為發出熱帶氣旋信號的標準，與香港天文台看齊。

### 實測發波
澳門氣象局在2017年天鴿或以前的熱帶氣旋，一般以一小時平均風力實測達到烈風，才會宣佈懸掛八號風球。2012年熱帶風暴杜蘇芮，6月30日凌晨1時，杜蘇芮集結於澳門東南約90公里，及後三條往離島大橋的測風站均持續錄得烈風程度平均風力，澳門風力凌晨2-3時最大，嘉樂庇總督大橋一小時平均風力錄得63.4km/h之烈風程度，此時氣象局才宣佈在凌晨3時半改掛八號東南風球，但杜蘇芮已登入珠海西部，強度開始減弱，澳門風勢回落至強風程度，導致八號風球生效期間，未能達到烈風程度，顯示懸掛八號風球時間過遲。

### 考量標準局內人員無共識
氣象局局長馮瑞權在2016年8月曾向傳媒表示，颱風妮妲吹襲澳門時，雖然有氣象監測站錄得的風速已經達到法律規定的下限，但由於颱風整體風速較小，未符合懸掛八號風球的普遍性和持續性標準。懸掛風球標準方面，氣象局局長馮瑞權在調查中向廉署表示，颱風預報不能單純依據第16/2000號行政命令核准的《熱帶氣旋情況的指示》中的標準，必須綜合考量颱風的普遍性、代表性和持續性三項要素。
但廉署發現，氣象局並沒有發佈任何文件用以界定或說明何謂颱風的普遍性、代表性和持續性，更沒有制定依據「三項要素」進行颱風預測的內部指引。馮瑞權表示工作人員均對此清楚了解，一般會「心中有數」，「不會有歧義」。

#### 普遍性定義
在「普遍性」定義，氣象局局長馮瑞權是指強風範圍覆蓋澳門半島大部分地區；副局長梁嘉靜認為跨海大橋任一監測站錄得法定下限的風速便符合「普遍性」的要求； 氣象處處長鄧耀民則認為是指有關天氣狀況不只限於某特定地點，且影響範圍較大。

#### 代表性定義
對於「代表性」，局長認為是指某些氣象監測站所處地點較為空曠，錄得的數據有較大的指標作用；副局長認為是指颱風對市民的影響較大，例如連接澳門及離島的大橋監測站的數據具代表性；氣象處處長則認為大潭山、三條大橋及大炮台山所錄得的數據較有代表性。

#### 持續性定義
所謂「持續性」是指颱風的平均風速雖然達到法定下限，其強度須最少維持一段時間才會考慮懸掛相應風球，但氣象局的領導主管對有關風速維持多長時間才符合「持續性」的標準並無一致看法，局長認為須最少維持至3小時；副局長認為起碼維持超過半小時；氣象處處長認為應該不是一段短時間。
氣象局領導主管對此三要素的定義和標準只是各自表述，更有工作人員表示聞所未聞，每次懸掛風球的依據及理由也沒有文字記錄。廉署批評有關做法不妥，認為這種秘而不宣的做法易令公眾質疑預報的準確性，甚或質疑有否遲報或誤報。

### 風勢微弱而發出八號風球
澳門氣象局亦曾因在八號風球生效時澳門風勢偏弱而引起爭議。氣象局在2016年颱風海馬吹襲期間懸掛八號西北風球，由於受地形屏蔽，澳門在八號風球懸掛期間風勢不大，氣象局因而被批評進退失據、隨意搬龍門。2017年天鴿風災後，氣象局全面修訂發出熱帶氣旋信號的標準，結果在2018年為強烈熱帶風暴貝碧嘉發出23年以來風勢最弱的八號風球。大部分網民支持氣象局的決定，認為貝碧嘉可視為「正面吹襲」，氣象局是有需要發出八號風球。但亦有網民質疑氣象局發出八號風球的必要性，指氣象局忽略貝碧嘉的風力結構不均，其薄弱的東北環流難以為澳門帶來持續烈風，形容氣象局經歷天鴿事件後變得如驚弓之鳥。

## 方向配搭
由於典型熱帶氣旋路徑一般是西北、西北偏西或西北偏北移動路線，導致澳門受風暴吹襲期間的風向有慣常的轉變模式，造就典型的八號信號方向配搭；但部份熱帶氣旋的路徑可能較異常，造成其他類型的風向轉變，亦令八號信號的配搭有所不同。此外部份熱帶氣旋由於正面吹襲澳門，可能導致配搭之間出現更高熱帶氣旋警告信號。

### 常見配搭
此處將列舉在2000年起計出現3次或以上的配搭，當中列舉較近期或有代表性之案例。
- 東北→東南
  - 案例：2009年颱風巨爵、2012年颱風韋森特、2017年超強颱風天鴿、2018年超強颱風山竹、2020年颱風海高斯
  - 原因：熱帶氣旋在澳門南面或東南面接近，南面至西南面掠過，導致澳門出現由東北風轉為東南風的風向改變。
  - 特點：由於吹東至東南風時，熱帶氣旋仍在海面上沒有減弱甚至可能增強，同時澳門絕大部份地區當風，此類熱帶氣旋所帶來的風力一般較猛烈，無需正面吹襲亦能帶來烈風至暴風風力。若遇上移速較快之熱帶氣旋，出現「半圓效應」的情況下，澳門處於熱帶氣旋右邊之「危險半圓」，加上與副熱帶高壓脊重疊，或在秋季與東北季候風共同影響，風速將會更進一步提升。
- 東北
  - 案例：2017年強颱風卡努、2019年熱帶風暴韋帕、2020年強烈熱帶風暴浪卡、2021年颱風圓規、2023年超強颱風小犬、2024年超強颱風摩羯
  - 原因：當懸掛風球後，風暴快速移動，令風力迅速減弱，或路徑突然改變或減弱，導致氣象局改發較低信號；又或因為風暴吹襲澳門期間同時受到強烈東北季候風或高壓脊影響，導致風暴即使已經移至澳門西南方，但澳門仍然吹東北風，所以令氣象局未有發出八號東南風球。
- 東南
  - 案例：2002年強烈熱帶風暴黑格比、2006年颱風派比安、2008年颱風浣熊、2012年熱帶風暴杜蘇芮、2014年颱風海鷗、2021年熱帶風暴獅子山、2022年颱風暹芭、2022年熱帶風暴木蘭
  - 原因：一般而言，此類熱帶氣旋並非只帶來東南風，而是和「東北→東南」配搭類似——熱帶氣旋在澳門南面或東南面接近、南面至西南面掠過，導致澳門出現由東北風轉為東南風的風向改變；但由於熱帶氣旋較接近並帶來烈風時，澳門已轉吹偏東風，甚或東至東南風，導致氣象局忽略東北風，直接發出八號東南風球。惟2012年杜蘇芮的個案較特殊，該熱帶氣旋開始為澳門帶來烈風時仍吹東北風，因而應歸入「東北→東南」類，惟氣象局太遲改掛三號風球，忽略東北風球而直接發出八號東南風球，為人詬病。
- 西北→西南
  - 案例：2001年颱風尤特、2003年颱風杜鵑、2008年颱風鸚鵡
  - 原因：熱帶氣旋在澳門東至東南面接近，北面掠過，導致澳門出現由西北風轉為西南風的風向改變。
  - 特點：由於吹西北風時受到地形屏障阻擋，澳門較不當風，此類熱帶氣旋一般需非常接近，甚至正面吹襲澳門，才會令氣象局發出此配搭的八號信號。由於澳門西面為馬騮洲水道，吹西南風時較為當風，唯熱帶氣旋接近澳門時已登陸及強度可能已減弱，風力可能不及吹西北風之時；若熱帶氣旋強度不變，澳門轉吹西南風後風勢亦會增強。若遇上移速較快且眼壁未有掃過澳門之熱帶氣旋，出現「半圓效應」的情況下，澳門處於熱帶氣旋左邊之「可航半圓」，會令風速較低。

### 罕見配搭
此處的配搭在2000年至今出現不足3次，甚或此段期間沒再出現（不論2000年前是否恆常出現）。而有些特別的配搭是受熱帶氣旋的特殊路徑影響。
- 東北→西南
  - 案例：1979年颱風荷貝、1983年颱風愛倫、1993年強烈熱帶風暴貝姬
  - 原因：熱帶氣旋在澳門南面或東南面接近、其風眼中心在澳門近距離掠過、移至澳門北至西北面，導致澳門出現東北風、東南風/西北風、西南風的風向改變；或與「東北→東南→西南」或「東北→西北→西南」相似，但轉吹東南／西北風時風力達颶風程度，令氣象局改掛更高信號，而改發八號風球時已轉吹南至西南風。
  - 特點：由於風暴中心需要近距離掠過澳門才會導致境內吹旋風，受眼壁直接影響下澳門風力會飆升。
- 東北→西北→西南
  - 案例：1979年強烈熱帶風暴麥克、1997年颱風維克托
  - 原因：熱帶氣旋在澳門南面或東南面接近，以偏北路徑接近澳門、在澳門東面掠過，移至澳門北面，導致澳門出現東北風、西北風、西南風的風向改變。
  - 特點：由於吹西北風時澳門較不當風，此類熱帶氣旋一般需非常接近，甚至正面吹襲澳門，才能帶來烈風風速，而由於澳門西面為馬騮洲水道，吹西南風時較為當風，若熱帶氣旋強度不變，澳門轉吹西南風後風勢亦會增強。同時，南北走向令熱帶氣旋南面雨帶沒有明顯減弱，澳門的雨勢會顯著變大。
- 東北→西北
  - 案例：1973年颱風黛蒂、1995年強烈熱帶風暴海倫
  - 原因：與「東北→西北→西南」相似，熱帶氣旋在澳門東南面接近，以偏北路徑接近澳門、在澳門東面掠過，導致澳門出現東北風、西北風、西南風的風向改變，而轉吹西南風時，風勢已減弱至烈風程度以下，導致氣象局改掛更低風球。
- 西北
  - 案例：2016年颱風海馬、2022年颱風尼格
  - 原因：當發出風球後，因澳門境內風力遠遜預期，導致氣象局放棄改發其他方向的八號信號和改發更低信號。以2022年尼格為例，因路徑預測更非常接近澳門，對澳門將構成一定的威脅，但由於熱帶氣旋路徑略為偏北，導致氣象局放棄改發其他方向的八號信號和改發更低信號。[17]
- 西北→東北
  - 案例：1999年颱風瑪姬
  - 原因：其路徑為由澳門之東北偏東方向移至澳門以南位置，澳門由西北風轉吹東南風，但因掠過澳門以南海域後，其強度進一步減弱及遠離，導致氣象局未有懸掛八號東南風球。
- 西北→東北→東南
  - 案例：1976年熱帶風暴嘉麗
  - 原因：在發出八號信號時，嘉麗位處澳門之東南偏南，並且採取偏北路徑，使澳門當時風向稍微逆時針改變，使澳門吹西北偏北風，令氣象局需要先發出八號西北風球。隨着嘉麗於澳門西南面近距離掠過，澳門境內風向順時針改變為東北及東至東南，氣象局亦因應風向轉變而先後改發八號東北和東南風球。
- 西北→東南
  - 案例：1975年颱風愛茜、2023年超強颱風蘇拉
  - 原因：熱帶氣旋起初在澳門東面接近或東面登陸，但在澳門南面時轉向西或西南偏西行走，在澳門南面掠過，期間轉吹東北風，加上在吹襲澳門之前，強度達颱風級別，令氣象局改掛更高信號，而改發八號信號時已轉吹東南風，導致澳門出現西北風、東北風、東南風的風向改變。

## 風力未達八號風球標準的個案
下述只記載2000年後，澳門沒有一個公開測風站在一小時平均風力或十分鐘平均風力達到63 km/h或以上之烈風水平，但氣象局仍發出八號風球的個案：
| 熱帶氣旋名稱             | 八號風球生效期間 （最高一站十分鐘平均風力） | 八號風球生效期間 （最高一站一小時、60分鐘平均風力）                      | 熱帶氣旋警告生效期間 （最高一站十分鐘平均風力） | 熱帶氣旋警告生效期間 （最高一站一小時、60分鐘平均風力）    | 氣象局事後解釋 |
| ------------------------ | ------------------------------------------- | ------------------------------------------------------------------------ | ----------------------------------------------- | ---------------------------------------------------------- | --- |
| 2016年颱風海馬           | 沒有資料                                    | 46.8 km/h 西灣大橋 （10月21日 12:00）                                    | 沒有資料                                        | 46.8 km/h 西灣大橋 （10月21日 12:00）                      | - 基於學童上學安全 |
| 2018年強烈熱帶風暴貝碧嘉 | 約40 km/h^ 友誼大橋南峰 （8月14日 21:20）*  | 約38 km/h^ 友誼大橋南峰 （8月14日 22:00）                                | 52.9 km/h 友誼大橋北峰 （8月10日 16:25）        | 43.9 km/h 友誼大橋南峰 （8月11日 00:00）                   | - 基於預測正面吹襲 |
| 2020年強烈熱帶風暴浪卡   | 54.4 km/h 嘉樂庇總督大橋 （10月13日 14:00） | 47.5 km/h、49.5 km/h 友誼大橋南峰 （10月13日 08:00、07:30）              | 61.6 km/h 友誼大橋南峰 （10月13日 20:42）       | 56.6 km/h、57.0 km/h 西灣大橋 （10月13日 23:00 、23:05）   | - 與本澳僅有數十公里之隔的珠海市桂山島，10月13日日間持續錄得超過8號風球的風力 - 基於預測及考慮公眾安全 |
| 2022年颱風尼格           | 38.5 km/h 友誼大橋北峰 （11月3日 04:05）    | 34.4 km/h、35.1 km/h 友誼大橋南峰、友誼大橋北峰 （11月3日 00:00、04:25） | 52.2 km/h 友誼大橋南峰 （11月1日 16:55）        | 43.3 km/h、44.6 km/h 友誼大橋南峰 （11月1日 17:00、17:25） | - 距離大炮台山東北偏東約6.6公里的港珠澳大橋十分鐘平均風力曾錄得每小時81.4公里 - 基於氣象風險考量 |
| 2023年超強颱風小犬       | 57.2 km/h 友誼大橋北峰 （10月9日 02:41 ）   | 50.0 km/h 友誼大橋南峰 （10月9日 03:35）                                 | 57.2 km/h 友誼大橋北峰 （10月9日 02:41 ）       | 50.0 km/h 友誼大橋南峰 （10月9日 03:35）                   | - 小犬環流相當細小，但強度偏強。由於本澳持續位於小犬8級風區域的邊緣，本澳跨海大橋及澳門國際機場測站普遍錄得7-8級的持續風速(機場南十分鐘平均風力錄得64.8 km/h)，及最高約 9 級的陣風。                                                                                          |
| 2024年超強颱風摩羯       | 61.9 km/h 西灣大橋 （9月5日 22:49）         | 51.5 km/h 友誼大橋南峰 （9月6日 22:50）                                  | 61.9 km/h 西灣大橋 （9月5日 22:49）             | 54.4 km/h 西灣大橋 （9月6日 21:50）                        | - 雖然摩羯強度級別高且環流廣闊，但由於其偏西方向的移動路徑，使摩羯與本澳距離較遠，導致本澳一直位處摩羯烈風圈(風力達8級範圍)的邊緣。然而，八號風球生效期間，本澳於跨海大橋仍然曾錄得最大10分鐘風速達8級下限 (澳門大橋北及南十分鐘平均風力分別錄得約69及67 km/h)，陣風超過9級。 |

註：
- ^：以澳門氣象局網站實時每5分鐘提供的數據，計算風力。
- *：數據錄得時間多於一個。
- 2000年至2002年期間氣象局沒有公開所有氣象站資料，以大潭山氣象站為準；2018年後，若一小時平均風力未達到烈風程度，但十分鐘平均風力達到烈風程度，可稱為達到懸掛八號風球標準；2024年9月23日正式，氣象局正式在網站公開澳門大橋北及南實時監測數據[25]）
- 背景顏色（風速）
  - 清勁或以下風力（每小時41公里以下）不會配上任何背景顏色
  -  藍色為強風（每小時41至62.9公里）
  -  黃色為烈風（每小時63至87.9公里）